# Románd megállóhely
Románd megállóhely egy megszűnt Győr-Moson-Sopron vármegyei vasúti megállóhely, melyet a MÁV üzemeltetett Románd településen. A községtől délre helyezkedett el, a Bakonygyirót felé vezető országút (a 83 107-es számú mellékút) vasúti keresztezése közelében.

## Vasútvonalak
A megállóhelyet az alábbi vasútvonalak érintették:
- Környe–Pápa-vasútvonal

## Kapcsolódó állomások
A megállóhelyhez az alábbi állomások vannak a legközelebb:
- Veszprémvarsány vasútállomás (Tatabánya vasútállomás, Környe–Pápa-vasútvonal)
- Gic-Hathalom megállóhely (Pápa vasútállomás, Környe–Pápa-vasútvonal)